# Chrysolina luchti
Chrysolina luchti es un coleóptero de la familia Chrysomelidae.
Fue descrita científicamente en 2000 por Lopatin.